# سوخو-۳۳

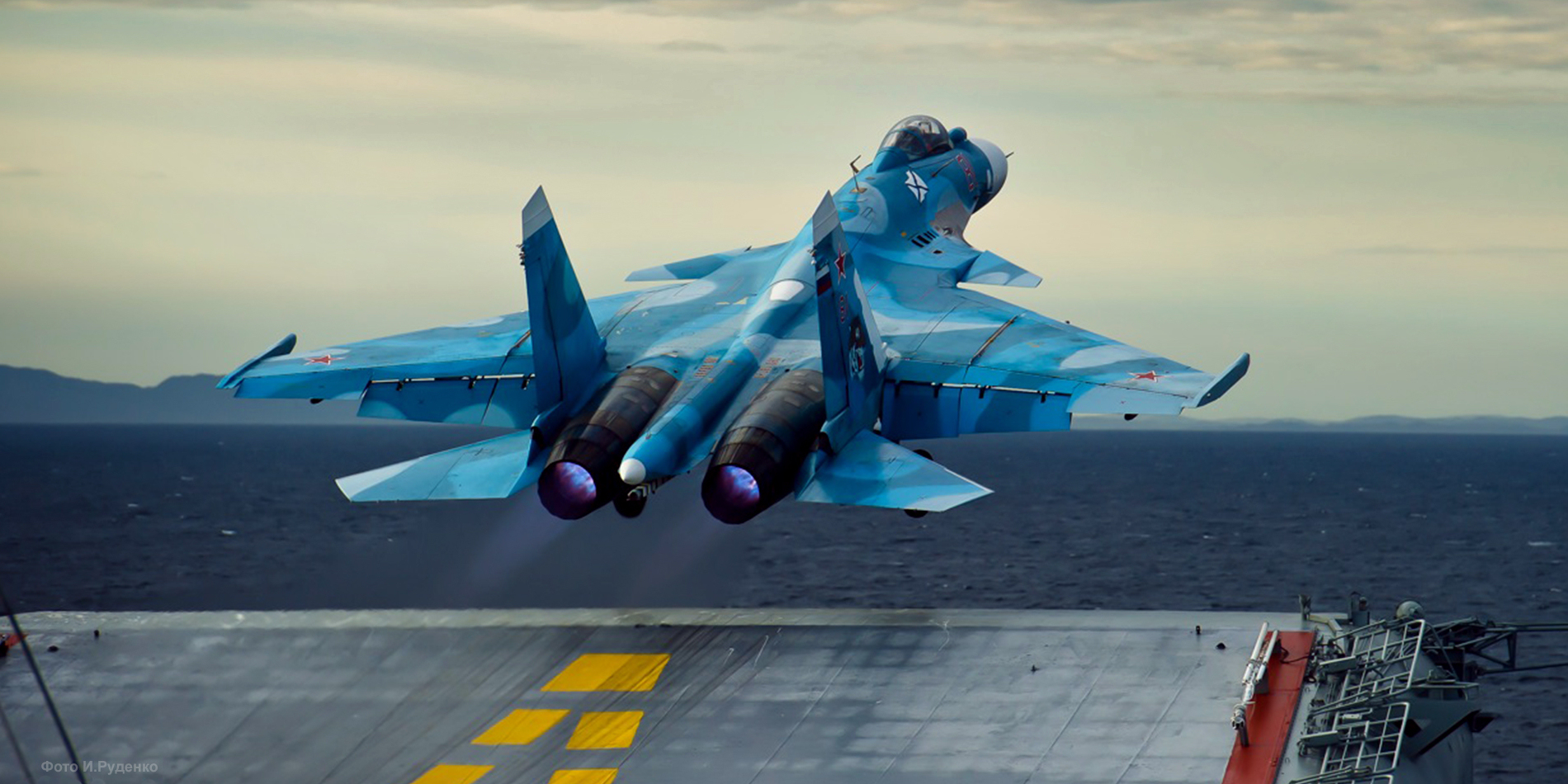

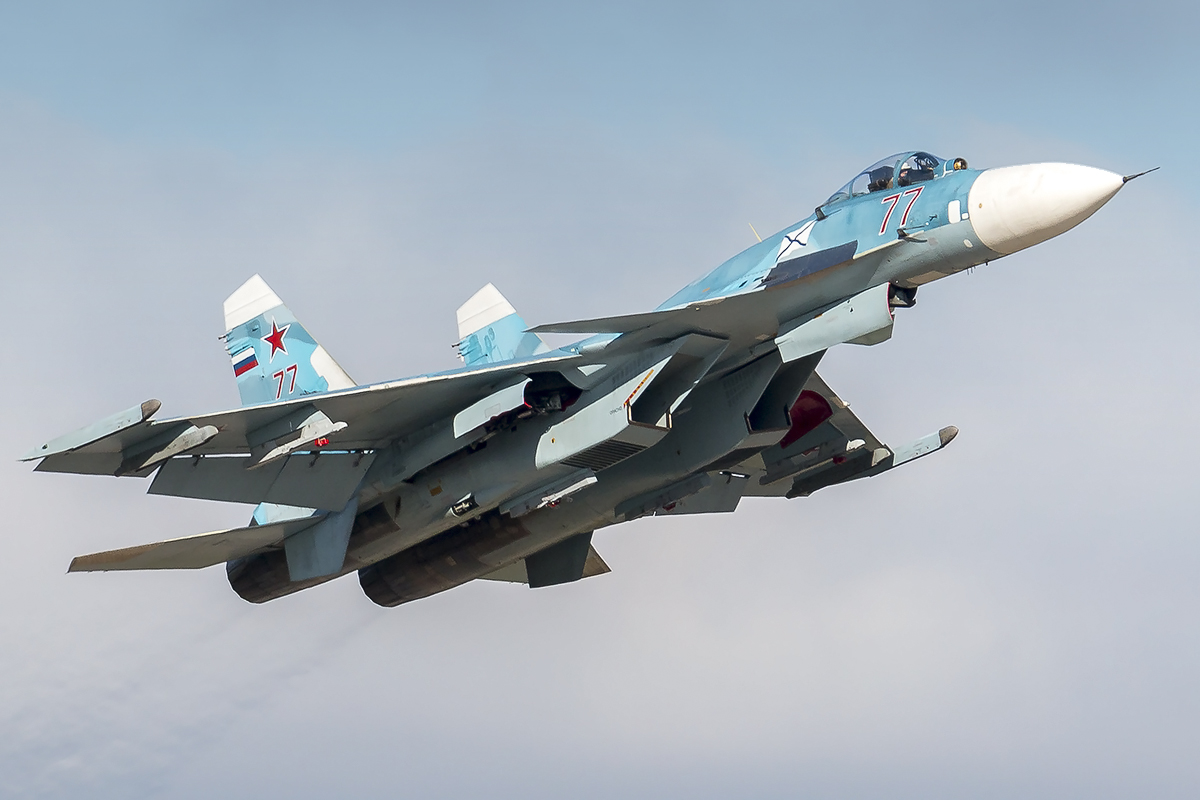
سوخو-۳۳

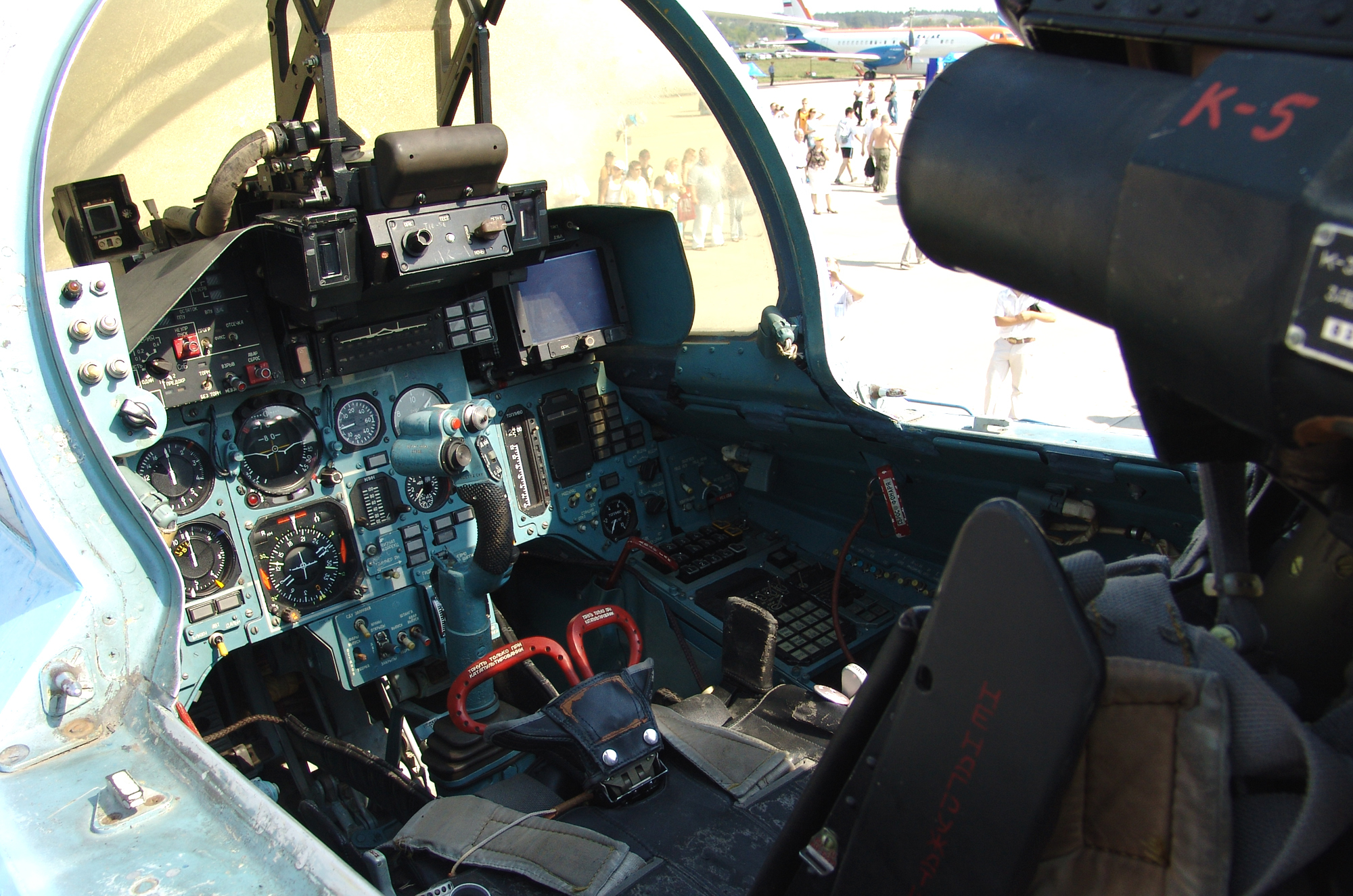
کابین سوخو-۳۳

سوخو سو-۳۳ (به روسی: Сухой Су-۳۳ و نام‌گذاری در ناتو: Flanker-D) یک جنگنده برتری هوایی چندمنظوره دوموتوره سنگین برای تمامی شرایط آب‌وهوایی است که توسط شرکت سوخو طراحی گردیده. این جنگنده برگرفته و توسعه یافته از جنگنده سوخو-۲۷ بوده و در ابتدا با نام سوخو-۲۷کی شناخته می‌شد.
استفاده از این هواپیما برای اولین بار در سال ۱۹۹۵ از روی عرشه ناو هواپیمابر آدمیرال کوزنتسوف صورت گرفت.
اما رسماً از ماه آگوست ۱۹۹۸ با نام سوخو-۳۳ به خدمت نیروهای مسلح روسیه درآمد. پس از تجزیه اتحاد جماهیر شوروی و به دنبال آن کوچک‌سازی نیروی دریایی روسیه، تنها ۲۴ فروند سوخو-۳۳ تولید شد و فروش آن به کشورهای چین و هند متوقف شد. این جنگنده برای نیروی دریایی و ناوهواپیمابر ساخته شده‌است.
از مهم‌ترین برتری‌های این جنگنده نسبت به سوخو-۲۷ می‌توان به بال تاشو و قابلیت پرواز و فرود بر عرشه ناو هواپیمابر اشاره کرد. سوخو-۳۳ دارای ساختار و ارابه‌های فرود تقویت شده‌است. بال‌های آن بزرگتر است و علت اصلی بزرگ‌تر بودن بال‌هایش این است که هواپیما قادر گردد تا در هنگام فرود روی عرشه ناو هواپیمابر در مسافت کوتاهی متوقف شود. موتور ارتقا یافته، چرخ‌های جلوی بهتر و همچنین قابلیت سوختگیری هوایی نیز از مزیتهای سوخو-۳۳ در مقایسه با سوخو-۲۷ است. در سال ۲۰۰۹ میلادی نیروی دریایی روسیه میگ 29K را به عنوان جایگزینی برای سوخو-۳۳ سفارش داد.

## مشخصات
داده‌ها از KnAAPO, Sukhoi, airforce-technology.com, Gordon and Davison, Williams,
ویژگی‌های عمومی
- خدمه: ۱
- طول: ۲۲ متر (۷۲ فوت ۲ اینچ)
- پهنای بال: ۱۴٫۷ متر (۴۸ فوت ۳ اینچ)
- ارتفاع: ۵٫۹۳ متر (۱۹ فوت ۵ اینچ)
- مساحت بال‌ها: ۶۷٫۸۴ متر مربع (۷۳۰٫۲ فوت مربع)
- وزن خالی: ۱۸٬۴۰۰ کیلوگرم (۴۰٬۵۶۵ پوند)
- وزن ناخالص: ۲۹٬۹۴۰ کیلوگرم (۶۶٬۰۰۶ پوند)
- بیشترین وزن برخاست: ۳۳٬۰۰۰ کیلوگرم (۷۲٬۷۵۳ پوند)
- پیشرانه: ۲ عدد توربوفن با پس‌سوز ساترن ای‌ال-۳۱-اف۳, ۷۴٫۵ کیلونیوتن (۱۶٬۷۰۰ پوند-نیرو) thrust  در هر موتور dry, ۱۲۵٫۵ کیلونیوتن (۲۸٬۲۰۰ پوند-نیرو) با پس‌سوز

عملکرد
- حداکثر سرعت: ۲٬۳۰۰ کیلومتر بر ساعت (۱٬۴۰۰ مایل بر ساعت، ۱٬۲۰۰ گره) at ۱۰٬۰۰۰ متر (۳۲٬۸۰۸ فوت)
- سرعت واماندگی: ۲۴۰ کیلومتر بر ساعت (۱۵۰ مایل بر ساعت، ۱۳۰ گره)
- بُرد: ۳٬۰۰۰ کیلومتر (۱٬۹۰۰ مایل، ۱٬۶۰۰ مایل دریایی)
- حداکثر ارتفاع: ۱۷٬۰۰۰ متر (۵۶٬۰۰۰ فوت)
- حد شتاب جی: +8[۶]
- نرخ صعود: ۲۴۶ متر بر ثانیه (۴۸٬۴۰۰ فوت بر دقیقه)
- بارگیری بال: ۴۸۳ کیلوگرم بر متر مربع (۹۹ پوند بر فوت مربع)
- نیرو/وزن: ۰٫۸۳
- Landing speed: ۲۴۰ کیلومتر بر ساعت (۱۵۰ مایل بر ساعت؛ ۱۳۰ گره)
- SPO-15 Radar Warning Receiver

## ویژگی‌های عمومی
- خدمه: ۱
- طول: ۲۱٫۹۴ متر (۷۲ فوت)
- بال: ۱۴٫۷۰ متر (۴۸٫۲۵ فوت)
- قد: ۵٫۹۳ متر (۱۹٫۵ فوت)
- مساحت بال: ۶۲٫۰ متر مربع (۶۶۷ فوت مربع)
- وزن خالی: ۱۸۴۰۰ کیلوگرم (£ ۴۰٬۶۰۰)
- وزن بارگیری: ۲۹۹۴۰ کیلوگرم (£ ۶۶٬۰۱۰)
- حداکثر. وزن برخاست: ۳۳٬۰۰۰ کیلوگرم (£ ۷۲٬۷۵۲)
- پیشرانه: ۲ × موتور توربوفن پس سوز AL-31F
- رانش خشک: ۷۴٫۵ کیلونیوتن (۱۶٬۷۵۰ پوند) هر
- رانش با پس سوز: ۱۲۵٫۵ کیلونیوتن (۲۸٬۲۱۴ پوند) هر
- بال، بال تاشو: ۷٫۴۰ متر (۲۴٫۲۵ فوت)

### کارایی
- حداکثر سرعت: ماخ ۲٫۱۷ (۲٬۳۰۰ کیلومتر / ساعت، ۱٬۴۳۰ مایل در ساعت) در ۱۰٬۰۰۰ متر (۳۳٬۰۰۰ فوت) ارتفاع
- غرفه سرعت: ۲۴۰ کیلومتر / ساعت (150 MP / ساعت)
- محدوده: ۳٬۰۰۰ کیلومتر (۱٬۸۶۴ مایل)
- خدمات سقف: ۱۷٬۰۰۰ متر (۵۵٬۸۰۰ فوت)
- نرخ صعود: 246 m / s و (۴۸۵۰۰ فوت / دقیقه)
- بارگذاری بال: ۴۸۳ کیلوگرم / متر مربع (۹۸٫۹ پوند / فوت مربع)
- رانش / وزن: ۰٫۸۳
- حداکثر نوبه خود: +۸ گرم [50] (78 m / s و ²)
- سرعت فرود: ۲۴۰ کیلومتر / ساعت (۱۴۹ مایل در ساعت)

### جنگ‌افزار
- ۱ × ۳۰ میلی‌متری GSh-30-1 با ۱۵۰ گلوله توپ
- تا ۶٬۵۰۰ کیلوگرم (£ ۱۴٬۳۰۰) مهمات در دوازده آویزگاه خارجی تسلیحات، از جمله:

موشک R-73 8 × R-27، یا ۸ × R-77 و ۴ × هوا به هوا، بمب‌ها و راکت‌های مختلف
- (ECM) غلاف الکترونیکی اقدام متقابل

## نگارخانه

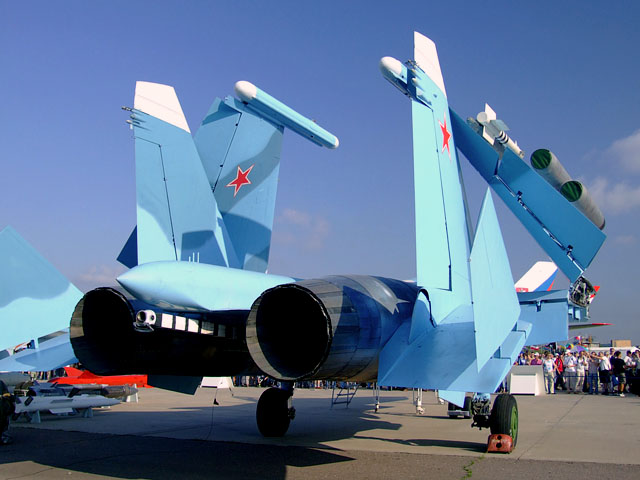
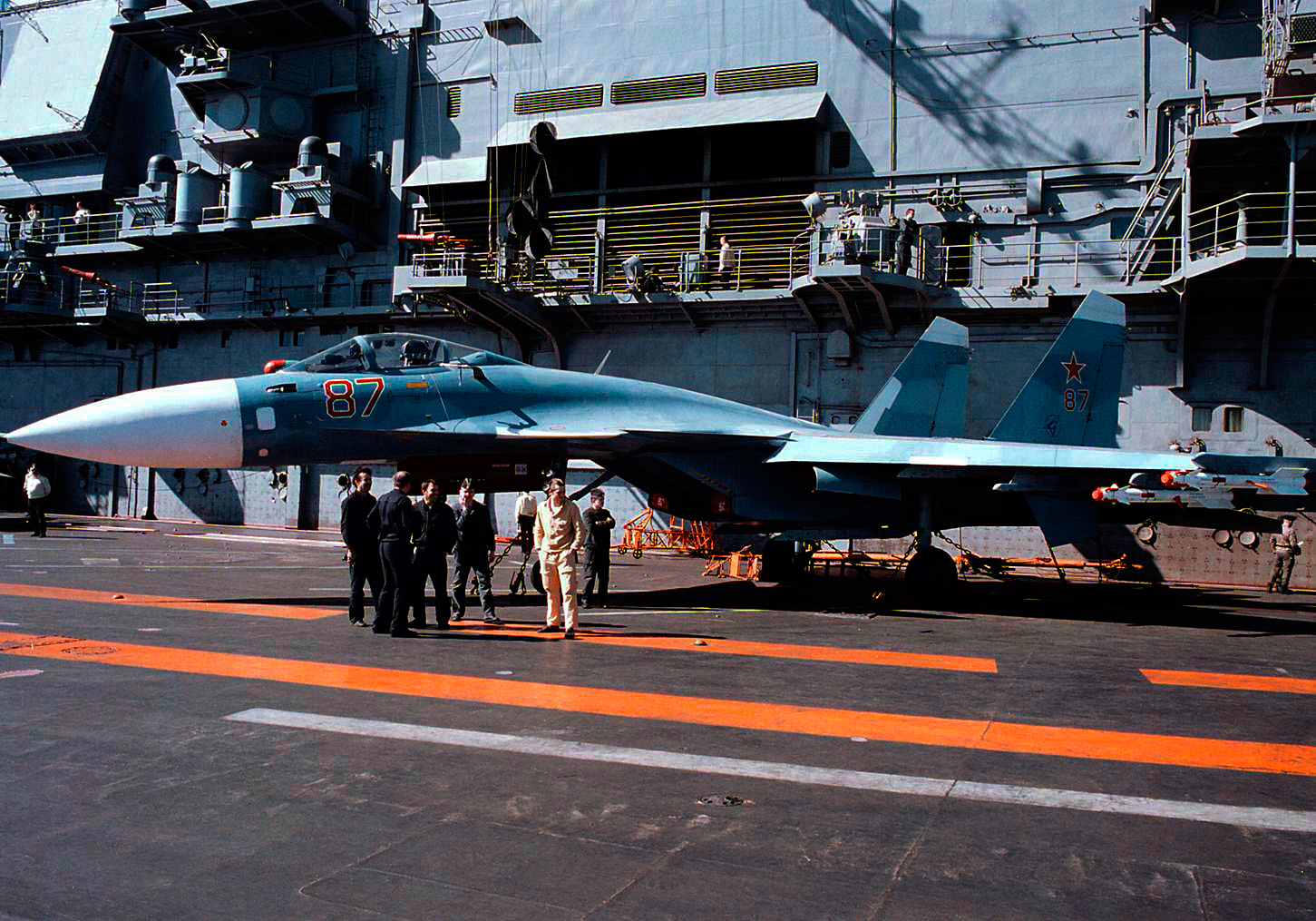
سوخو-۳۳ (سوخو-27-K)
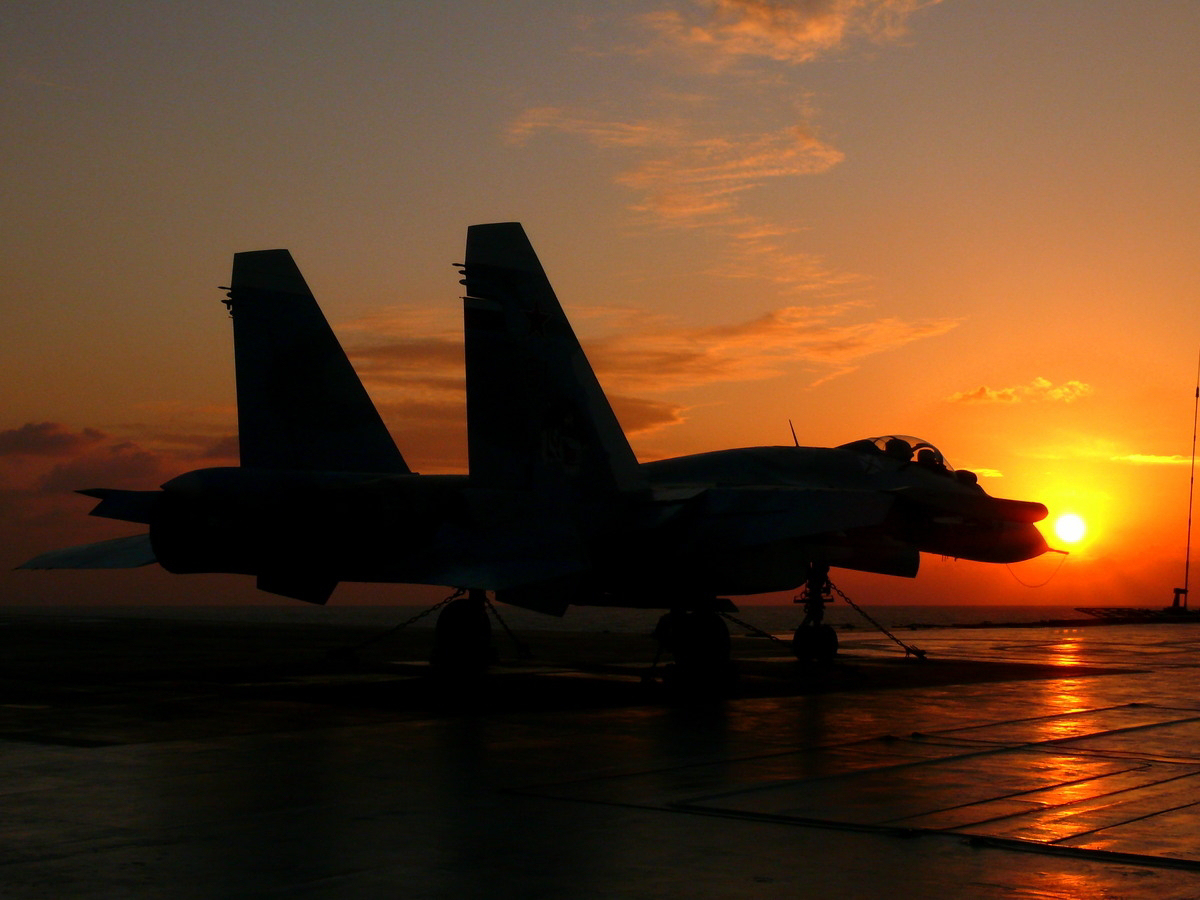
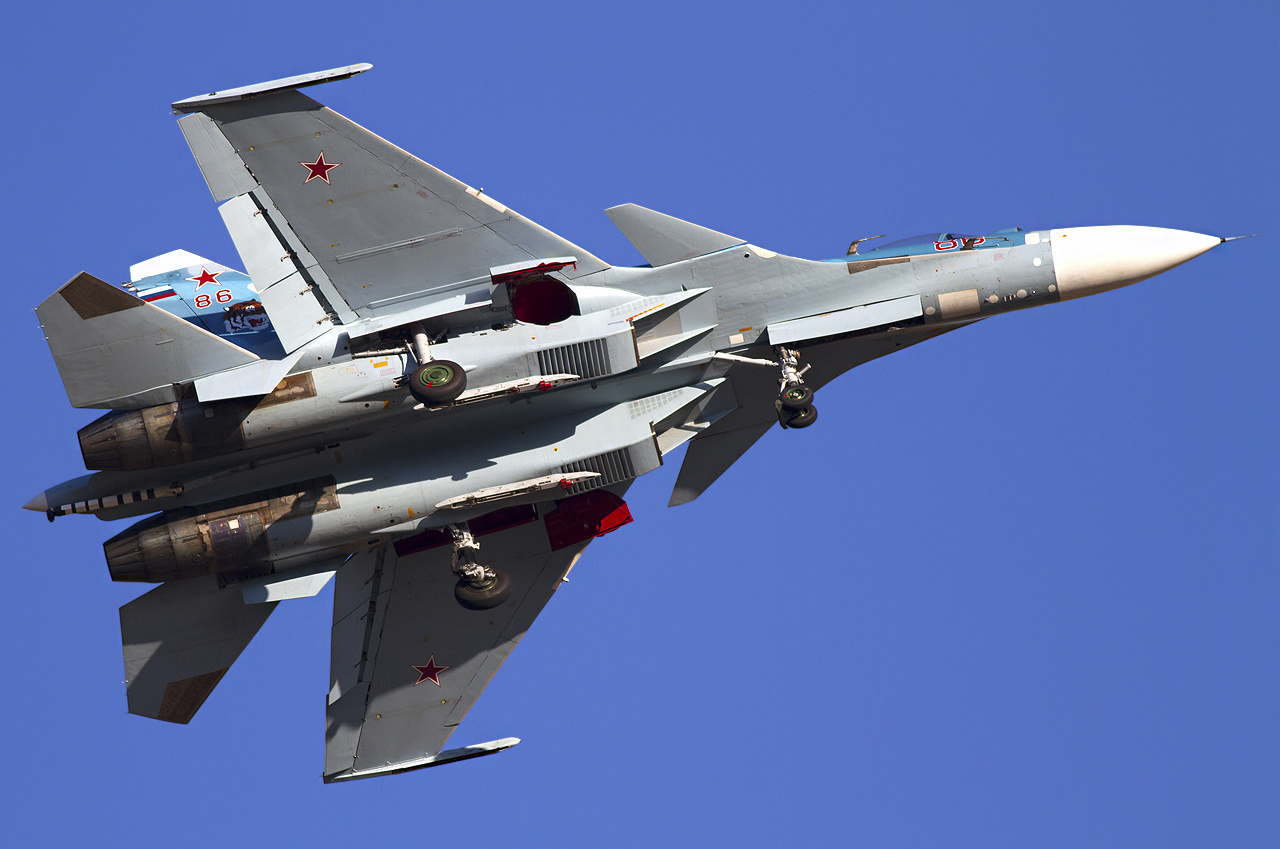
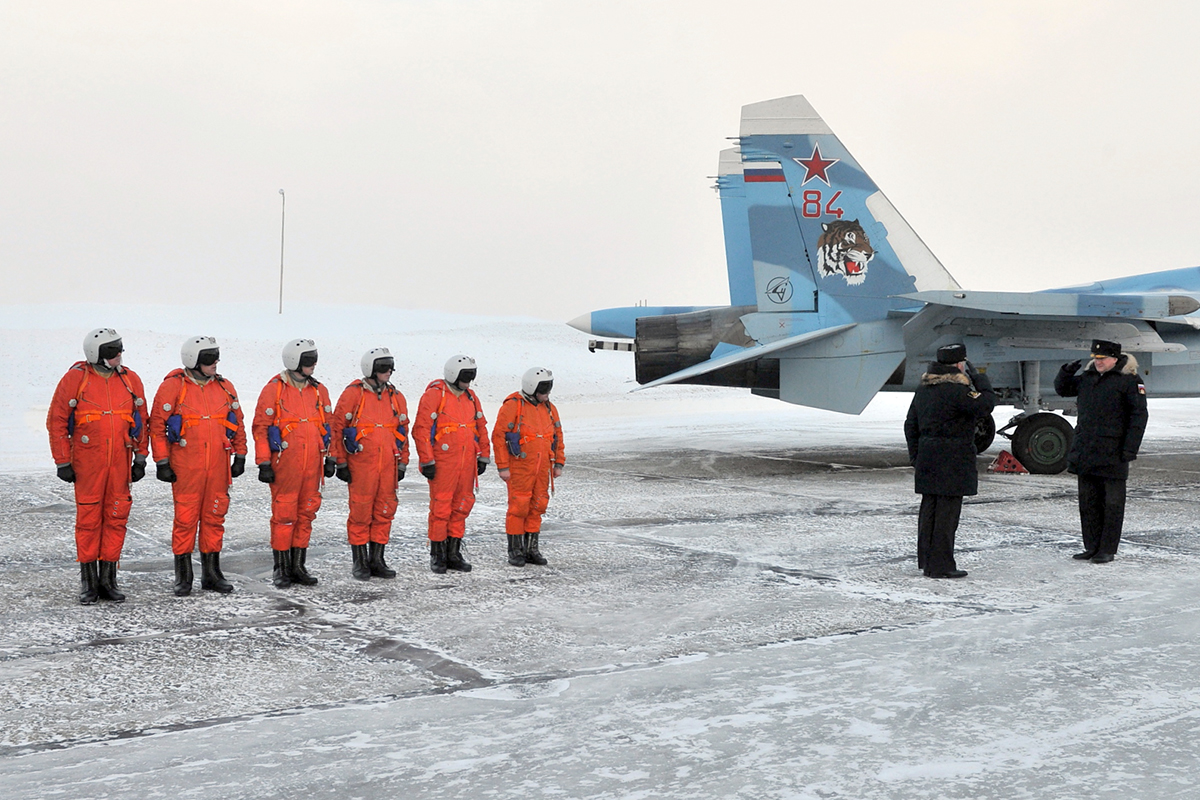
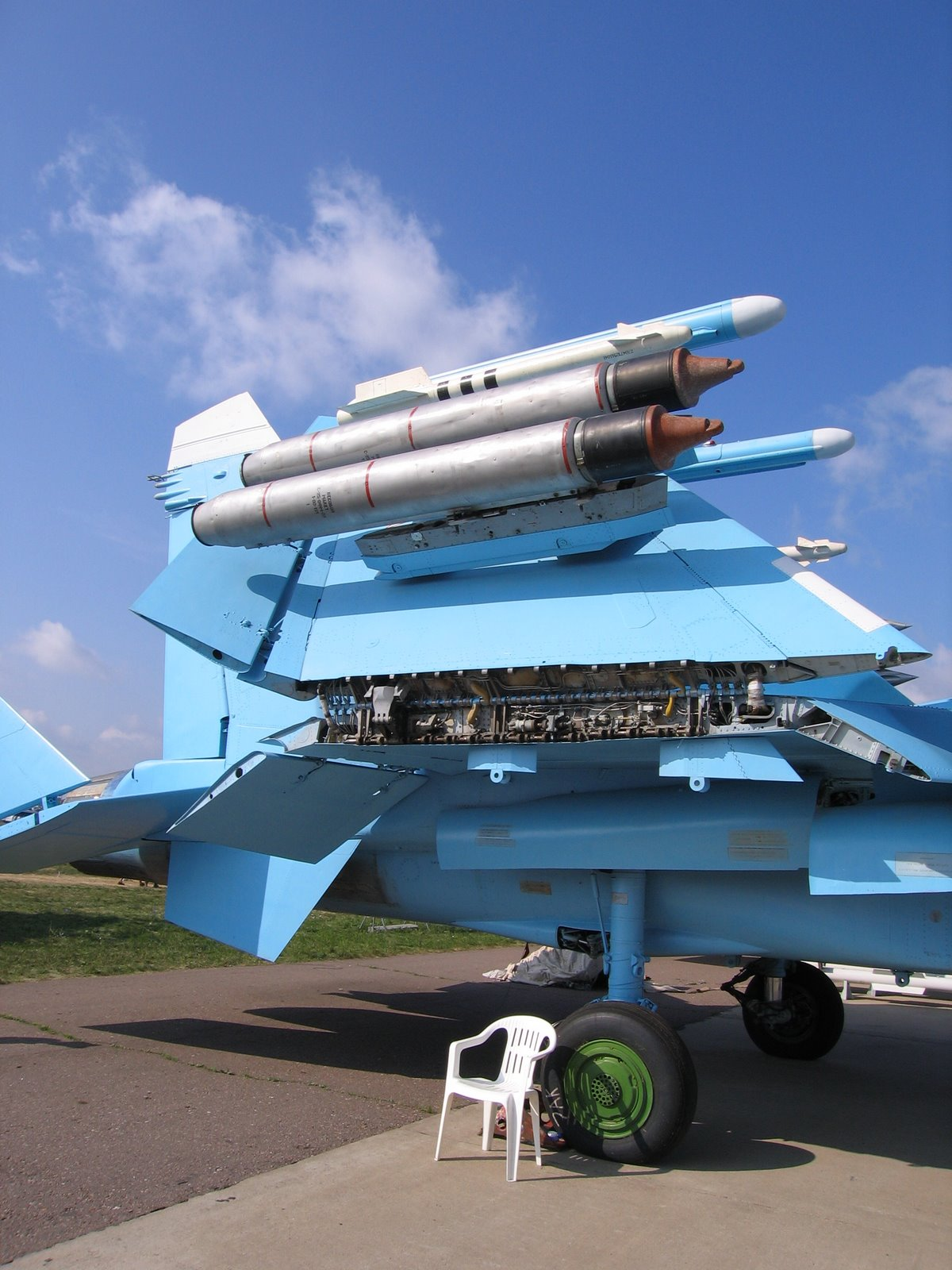